# Grayson Perry
 (août 2023).
Si vous disposez d'ouvrages ou d'articles de référence ou si vous connaissez des sites web de qualité traitant du thème abordé ici, merci de compléter l'article en donnant les références utiles à sa vérifiabilité et en les liant à la section « Notes et références ».
Grayson Perry, né à Chelmsford (Essex) le 24 mars 1960, est un artiste plasticien et céramiste britannique.

## Biographie
Grayson Perry étudie à la King Edward VI Grammar School (en) à Chelmsford, puis il apprend l'art à l'université de Portsmouth, où il se spécialise dans l'art de la céramique.
Les céramiques de Perry, de formes classiques, sont ornées de motifs décoratifs et narratifs. Leur spécificité réside essentiellement dans leurs thèmes — comme l'abus sexuel, la mort ou encore le sadomasochisme — en rupture avec ceux traditionnellement associés à cet art. Son travail de céramiste a été couronné du prix Turner en 2003.
En 2013, il a participé à la série radiophonique des Reith Lectures sur BBC Radio 4. Et en 2021, il a reçu le Prix Érasme.
Il a publié le livre The Descent of Man en avril 2017.
Au-delà de son œuvre de peintre et de céramiste, Grayson Perry est connu pour ses apparitions dans les expositions en tant que « Claire », son alter-ego travesti, habillé de robes fantaisistes et vivement colorées.
De 2015 à 2023, Perry était chancelier à l'université des arts de Londres.

## Principales expositions individuelles
- 2018 : Vanité, Identité, Sexualité, La Monnaie de Paris, du 19 octobre 2018 au 3 février 2019, Paris

Exposition « Vanité, Identité, Sexualité », La Monnaie de Paris, 2018-2019
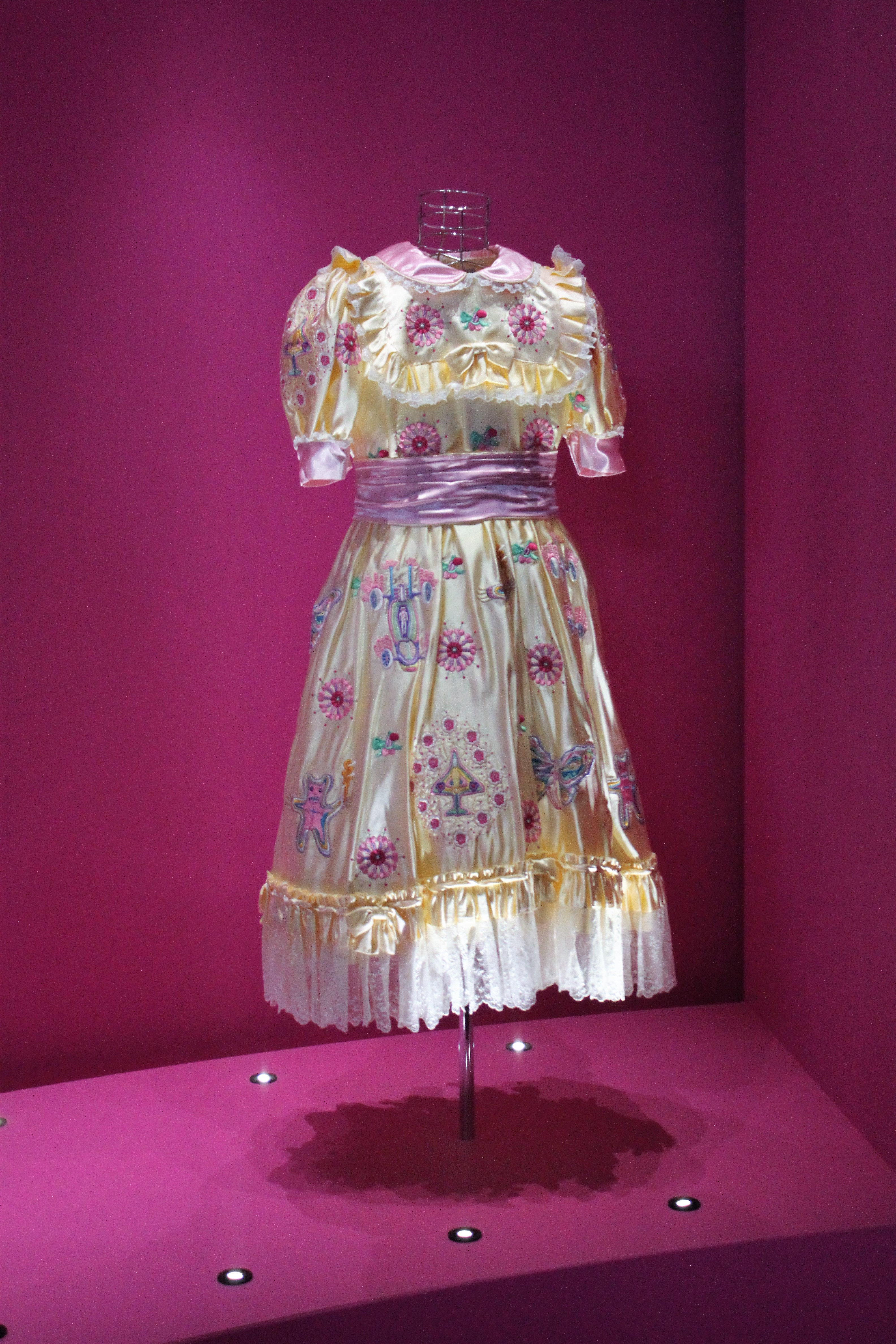
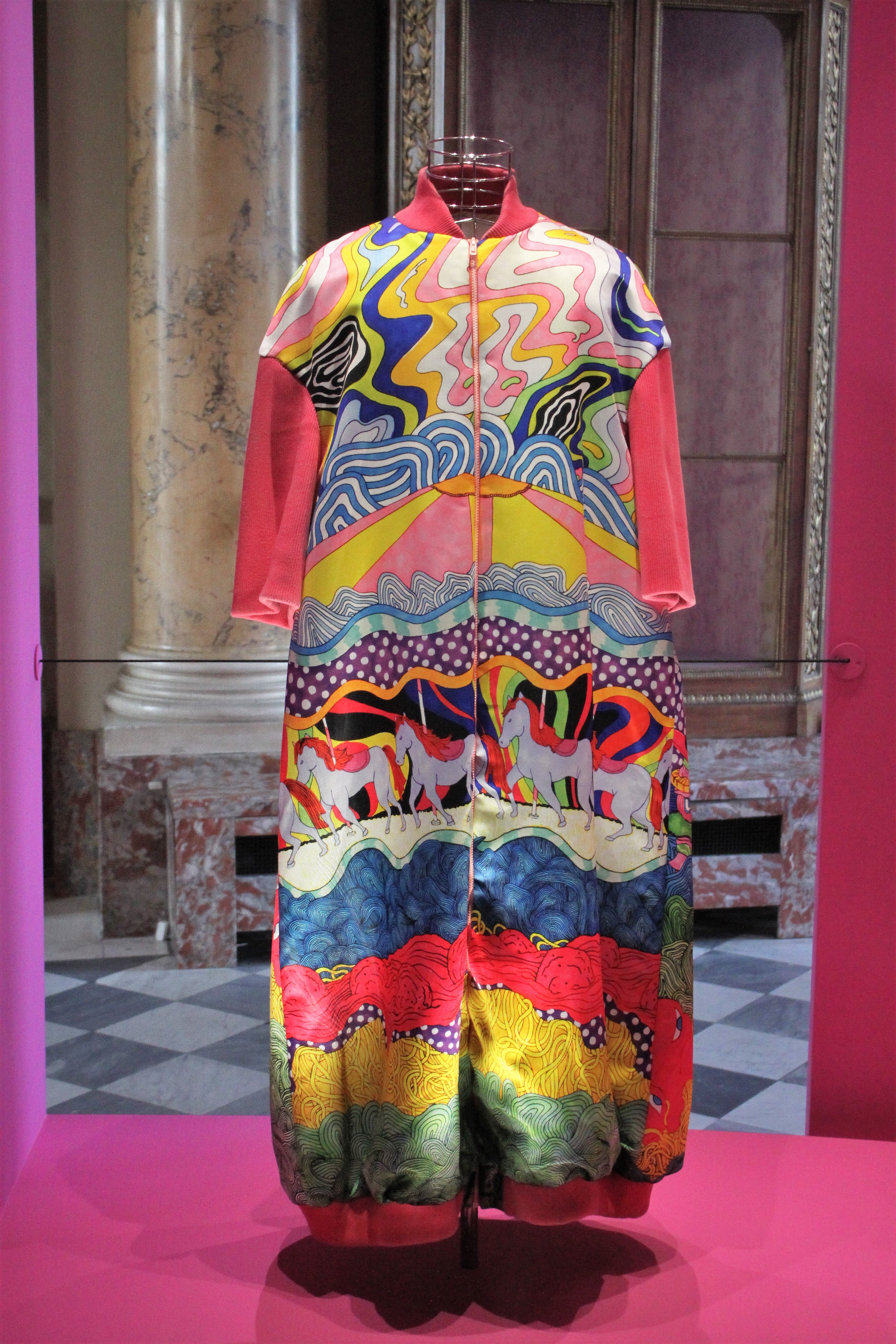
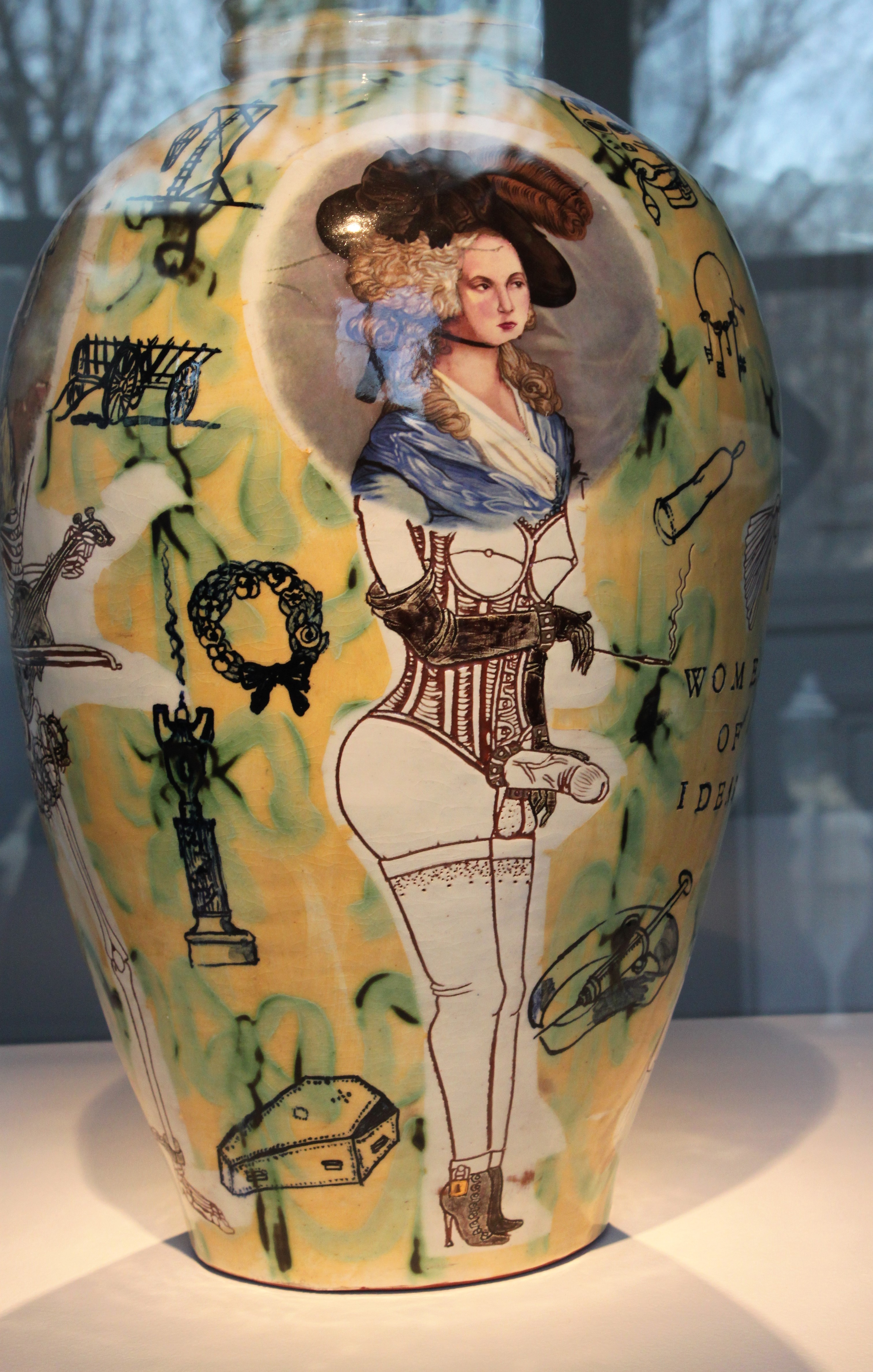
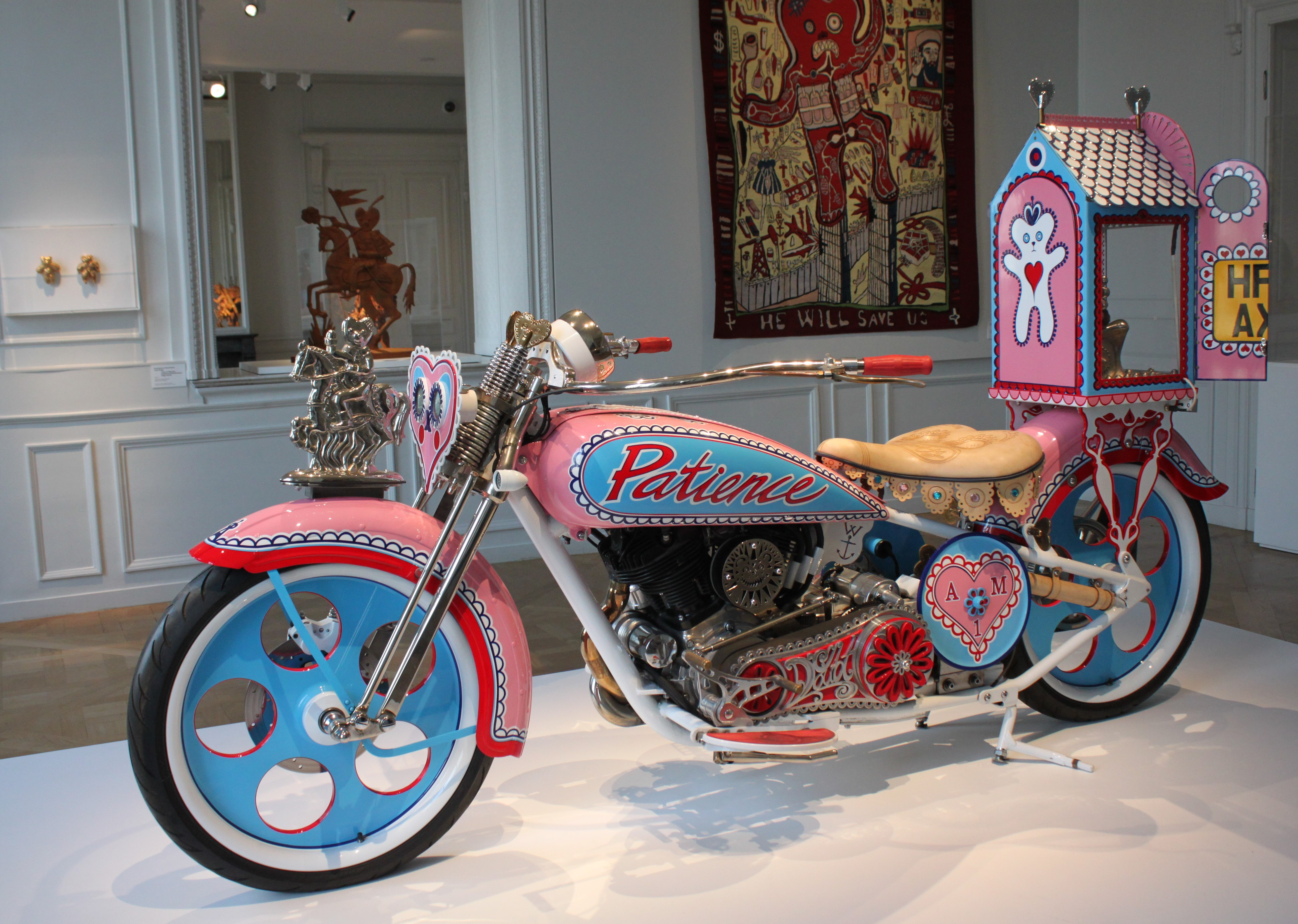
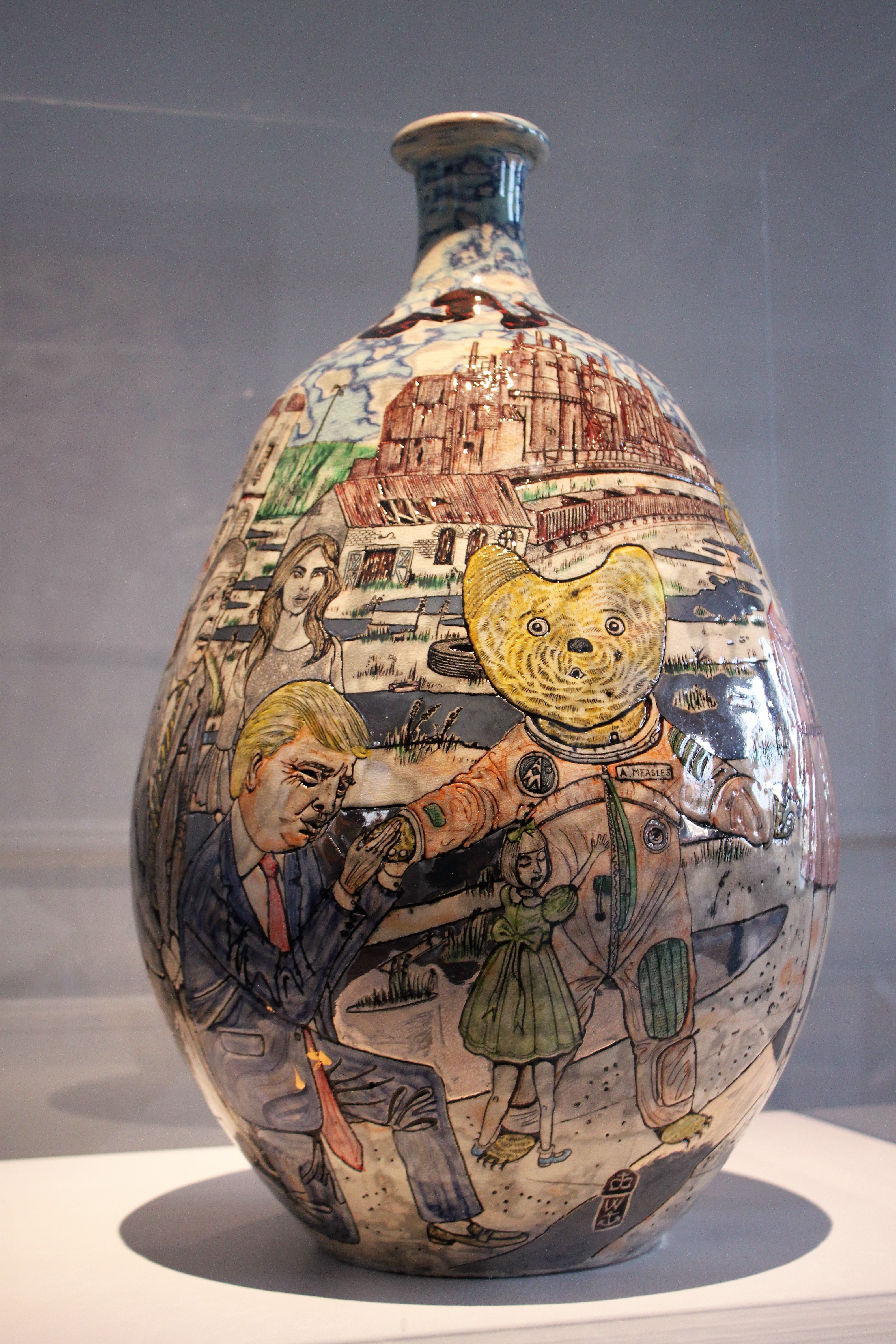
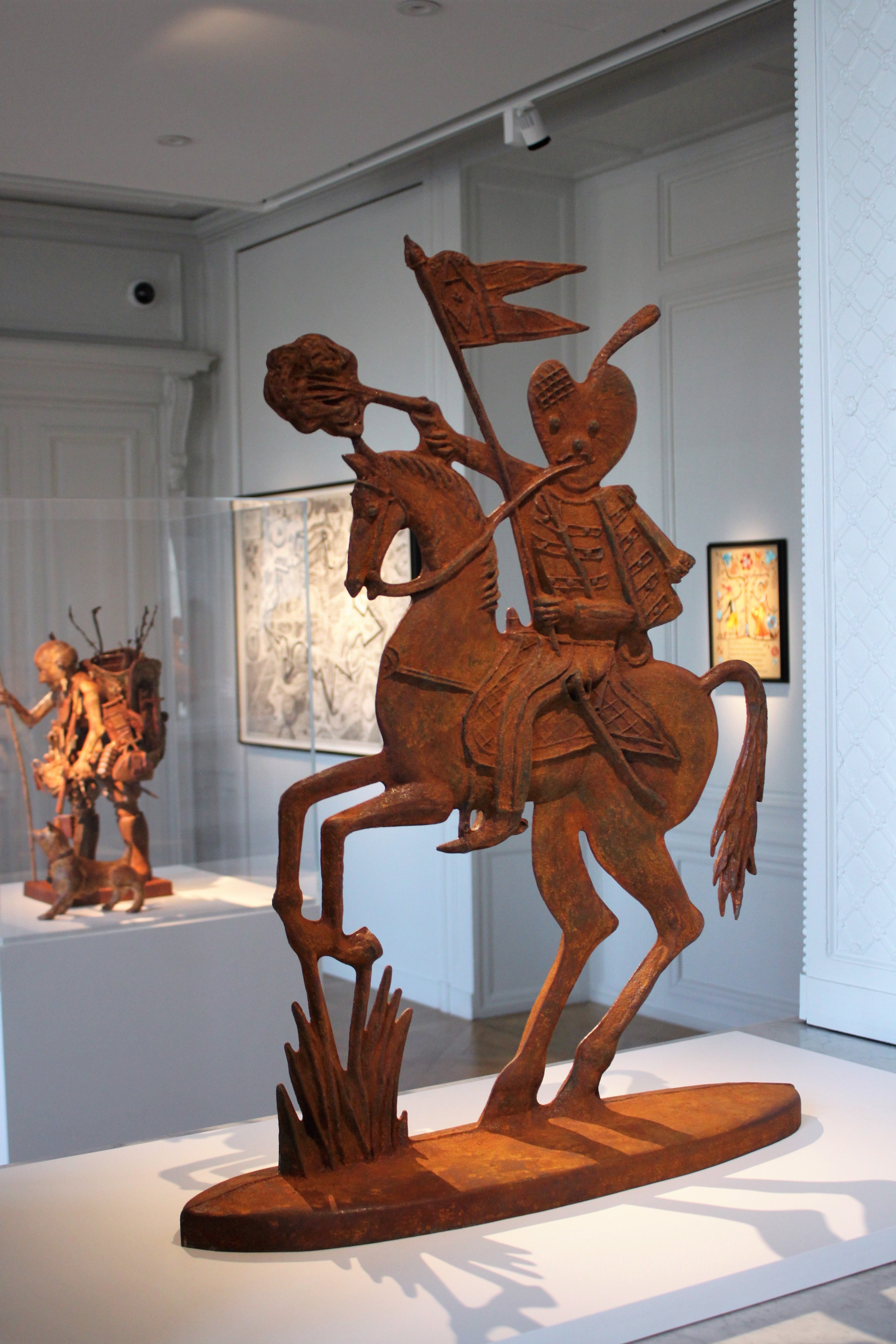
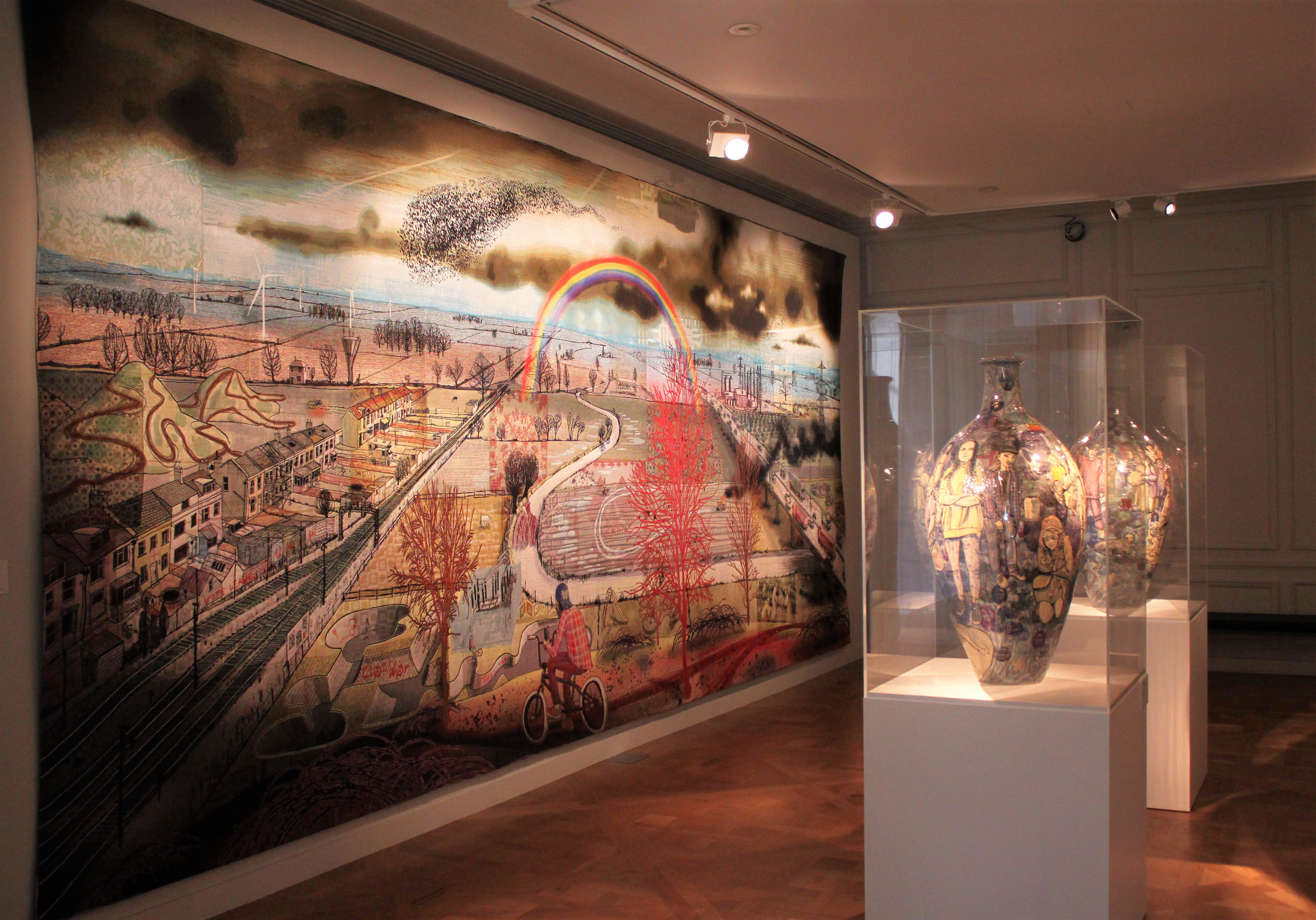
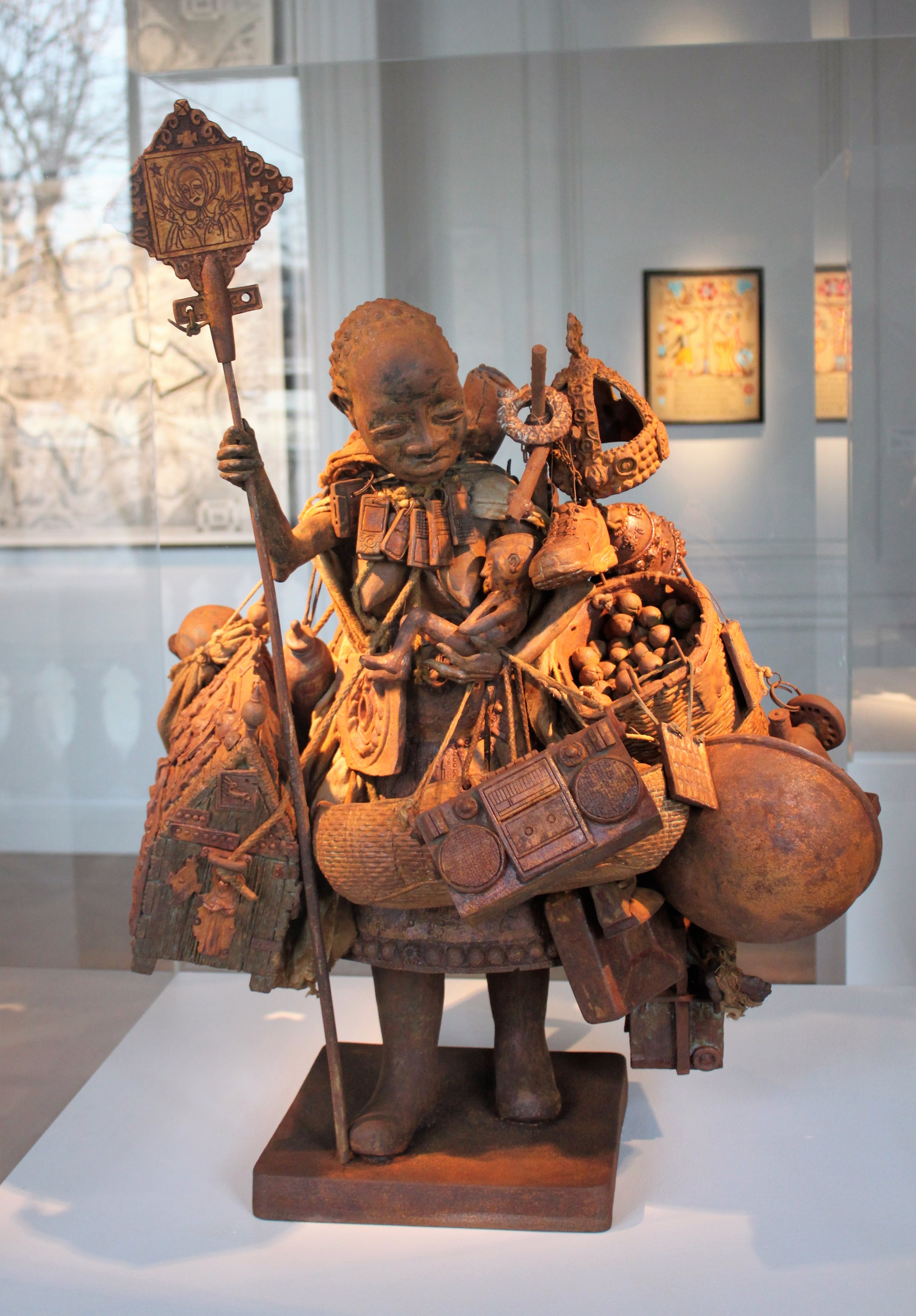
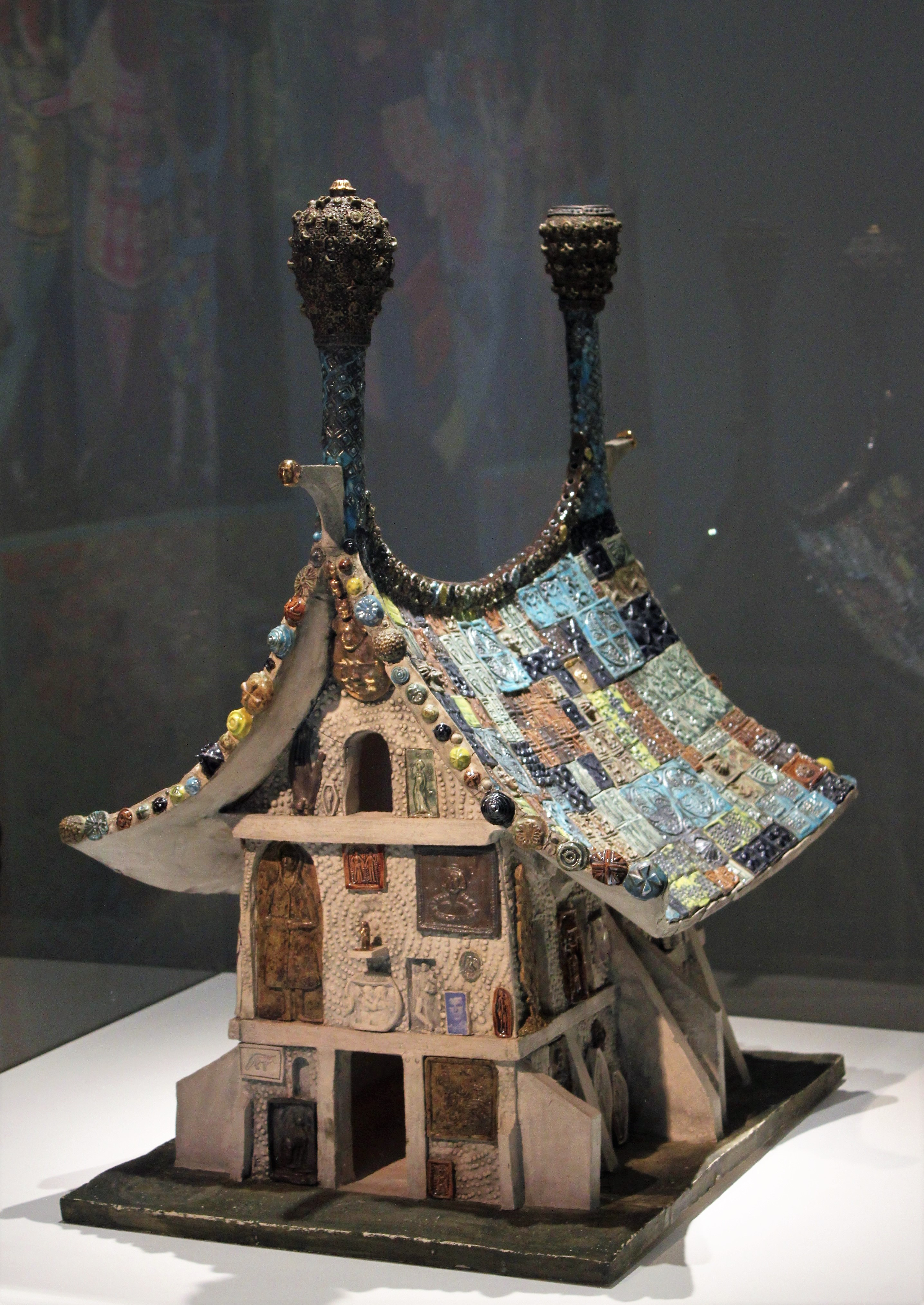